# Данкельман, Эбергард Христоф Бальтазар
Барон Эбергард Христоф Бальтазар фон Данкельман (нем. Eberhard Christoph Balthasar Freiherr von Danckelman; 23 ноября 1643, Линген — 31 марта 1722, Берлин) — бранденбургский государственный деятель.
Эбергард фон Данкельман был с 1683 года гувернёром принца Фридриха Вильгельма (будущего Фридриха I), занимал по восшествии его на престол в 1688 году разные должности и в 1695 году сделан обер-президентом государственного совета и первым министром.
Под его управлением поднялись торговля, промышленность и финансы, учреждена академия наук, в Галле был основан университет, украшен Берлин. 
Уже в 1697 году вследствие происков завидовавшей ему придворной партии, заручившейся помощью курфюрстины Софии Шарлотты, Данкельман был внезапно отставлен, без суда подвергнут заключению и лишен звания и прав состояния.
В 1707 году он получил свободу, но призван опять ко двору лишь при Фридрихе Вильгельме I.